# Jong Ambon FC
Jong Ambon FC, kortweg Jong Ambon of JAFC, is een  Indonesische voetbalclub uit Ambon, opgericht in 2021. De Ambonezen spelen haar thuiswedstrijden in het Mandala Remaja stadion. De uitrusting van de Ambonezen bestaat voornamelijk uit een rood-wit tenue.
De club speelt sinds het seizoen 2022/23 in het Molukse afdelingskampioenschap.

## Geschiedenis
Op 15 april 2021 werd op de Molukken de Jong Ambon Football Club opgericht, naar eerbetoon aan de voormalige Nederlands-Indische club SV Jong Ambon en de Nederlands-Molukse voetbalclub SV Jong Ambon, die onder veel belangstelling in 2005, 2008 en 2015 vriendschappelijke wedstrijden speelden op Ambon. Ten behoeve van de ontwikkeling van het Molukse voetbal, gaven de medewerkers van de Nederlandse Jong Ambon, waaronder Bert Pentury, de Molukse voetbaltrainers les op het gebied van trainingen en coachen, en zetten ze een voetbalopleiding op voor jonge voetbaltalenten. Enige tijd daarna ontstond er tussen 2015 en 2017 in het subdistrict Karang Panjang een officieuze voetbalvereniging met de naam Jong Ambon Karpan, dat wedstrijden speelden in de shirts van de Nederlandse club. Deze vereniging kende geen lang bestaan, maar op Ambon ontstond er een goede sfeer waarin de jeugd plezier had in het beoefenen van de voetbalsport.
Op deze fundering en met ambitieuze plannen werd in 2021 de voetbalclub Jong Ambon FC opgericht door Rhony Sapulette met steun van de Nanaku Sombar Maluku Foundation. De stad Ambon was toentertijd, sinds de sportieve neergang van PSA Ambon, weinig imposant op voetbalgebied en ook de Molukken speelden na de inactiviteit van Persemalra Maluku Tenggara vrijwel geen rol meer in de nationale voetballerij. Bij de lancering van Jong Ambon FC werd er een beroep gedaan aan het lokale bedrijfsleven om de ambitieuze club te ondersteunen om te kunnen doorgroeien naar een club op nationaal niveau.
Vanaf de oprichting werden de jeugdselecties werden met veel ambities samengesteld. Jong Ambon JO17 won in oktober 2021 de Molukse afdeling van de Soeratinbeker onder de 17 jaar.
Het eerste elftal van Jong Ambon debuteerde in het competitievoetbal van de PSSI in het seizoen 2022/23 van het Moluks kampioenschap. Op de laatste speeldag verloor JAFC haar tweede plaats aan Maluku FC, nadat er met 2–1 verloren werd in een rechtstreeks duel. Hierdoor liep Jong Ambon nipt de plaatsing mis voor de finale van het Moluks afdelingskampioenschap.
De club nam niet deel aan het Moluks afdelingskampioenschap van het seizoen seizoen 2023/24, maar schreef zichzelf wel in voor de editie van het seizoen 2024/25. Nadat het team van Jong Ambon zich vijf maanden heeft toegewerkt naar deelname aan de Molukse competitie en zelfs haar 10 miljoen Indonesische roepia aan inschrijfgeld betaalde, werd de club vlak voor aanvang door de provinciale afdeling van de voetbalbond ontnomen van deelname zonder opgegeven redenen. Hierop volgde een rechtzaak.